# 한국현대시인상
한국현대시인상은 1978년에 한국현대시인협회에서 제정한 문학상이다.

## 수상자
| 수상년도    | 수상자                                                                               |
| ----------- | ------------------------------------------------------------------------------------ |
| 1978년 1회  | 문덕수(「휴식」월간 심상 9월호)                                                      |
| 1979년 2회  | 함동선                                                                               |
| 1980년 3회  | 신동집(「추일곡집」, 시문학 1979년12월호 ·「하늘 천에 맡기고」,문학사상 1980년4월호) |
| 1981년 4회  | 원영동(「역사」외 10편) 전기수(시집「남해도」)                                       |
| 1982년 5회  | 정상구(「새벽의 영가」)                                                              |
| 1983년 6회  | 장윤우(「시인과 기계」)                                                              |
| 1984년 7회  | 최승범(「지등같은 달이 뜨면」)                                                       |
| 1985년 8회  | 권일송(「모란의 뿌리」「불의 예감」)                                                 |
| 1986년 9회  | 전규태(「흙의 신화」) 김양식(「새들의 해돋이」)                                      |
| 1987년 10회 | 조봉제(「육교 밑을 흐르는 지수」) 최은하(「바람의 초상」)                            |
| 1988년 11회 | 이정기(「삼국유사」) 김용오                                                          |
| 1989년 12회 | 한순홍 임보 이영걸                                                                   |
| 1990년 13회 | 송동균(「겨울산에 일어선 바람」) 권오욱(「아름다운 잘못의 모자이크」)                |
| 1991년 14회 | 이추림(「통과역, 구보하는 어휘들」) 엄한정(「머슴새」)                               |
| 1992년 15회 | 김규화(「평균서정」) 박재릉(시집 「亡父祭」)                                         |
| 1993년 16회 | 이병훈(「나의 하늘 빈집 한채」) 송상욱(「하늘 뒤의 사람들」)                         |
| 1994년 17회 | 엄창섭(「열매따기」)                                                                 |
| 1995년 18회 | 황송문 이정림                                                                        |
| 1996년 19회 | 최원규(「둔산에 와서」) 이혜선(「나보다 더 나를 잘 아는 이」)                        |
| 1997년 20회 | 김년균(연작시집 「사람」)                                                            |
| 1998년 21회 | 조상기(「빈들에 내린 어둠」)                                                         |
| 1999년 22회 | 최재복(『환상여행』) 이석                                                            |
| 2000년 23회 | 가영심( '저녁 향기')                                                                 |
| 2001년 24회 | 정기석 윤석호                                                                        |
| 2002년 25회 | 김인섭                                                                               |
| 2003년 26회 | 김용재(시집 ‘머물러 있던 시간의 비상’ )                                              |
| 2004년 27회 | 최재환(시집 '세월읽기')                                                              |
| 2005년 28회 | 이광석(『거짓말』)                                                                   |
| 2006년 29회 | 이혜선( '웅녀의 말')                                                                 |
| 2007년 30회 | 최금녀(시집‘큐피드의 독화살’)                                                        |
| 2008년 31회 | 이춘하                                                                               |
| 2009년 32회 | 탁영완(『가문비나무』)                                                               |
| 2010년 33회 | 김명배(『발 그리기』) 송문헌(『그리운 것은 눈 속에 있다』)                           |
| 2011년 34회 | 구상회(『빈 하늘이 푸르다』) 신현봉(『나는 여기에 그대는 그곳에』)                   |
| 2012년 35회 | 이신강(『헤라클레스를 사랑한 요정 4』) 김선진(『적막에 들다』)                       |
| 2013년 36회 | 여영미('낚시', '겨울 편지' 등 5편) 여한경( '달빛 인터뷰시론' 등 5편)                 |
| 2014년 37회 | 노유섭(『햇빛 피리소리에 어깨 겯고』) 오하룡(‘몽상과 현실 사이’2014)                 |
| 2015년 38회 | 이구재                                                                               |
| 2016년 39회 | (수상자 없음)                                                                        |
| 2017년 40회 | 이상개                                                                               |

## 기타
- 1987년 2회 평화문화상 : 박재삼, 12회 시문학상 : 이향아
- 1988년 3회 평화문화상 : 문도채
- 2008년 1회 작품상: 문봉선
- 2009년 2회 작품상: 안재찬
- 2010년 3회 작품상: 김해빈, 권혁수
- 2011년 4회 작품상: 이병훈
- 2012년 5회 작품상: 이선
- 2013년 6회 작품상: 김인숙, 김우현
- 2014년 7회 작품상: 김금아
- 2015년 8회 작품상: 가람
- 2016년 9회 작품상: 전영모
- 2017년 10회 작품상: 정연석, 강소이(본명:강미경)